# George Jean Nathan
George Jean Nathan (Fort Wayne, 4 febbraio 1882 – New York, 8 aprile 1958) è stato un critico teatrale statunitense, il principale critico drammatico americano contemporaneo; stabilì standard critici che sono ancora seguiti.

## Biografia
George Jean Nathan nacque a Fort Wayne il 4 febbraio 1882, con origini paterne francesi e materne tedesche. Crebbe a Cleveland, in Ohio, dove si diplomò al liceo cittadino.
Due degli zii materni influenzarono la scelta di Nathan di intraprendere la carriera di critico teatrale. Uno, Charles Frederic Nirdlinger, era un drammaturgo e critico teatrale e sostenne l'esordio di Nathan nel giornalismo; invece l'altro, Samuel Nixon-Nirdlinger, era un importante dirigente teatrale che garantiva biglietti gratuiti per la famiglia di Nathan.
Nathan si laureò alla Cornell University nel 1904 e iniziò a dedicarsi al giornalismo collaborando con il New York Herald.
A partire dal 1906 si occupò della critica teatrale per numerose riviste e giornali, ma il suo nome è particolarmente legato al The Smart Set, di cui fu co-editore (1914-1923) con Henry Louis Mencken, e con l'americano Mercury, che, sempre con Mencken, fondò nel 1924.
Come critico teatrale, Nathan giudicò favorevolmente le commedie di Henrik Ibsen, August Strindberg, George Bernard Shaw, Eugene O'Neill, Sean O'Casey e William Saroyan.
Nathan strinse una profonda e duratura amicizia con Eugene O'Neill, con Sean O'Casey e fu molto apprezzato da George Bernard Shaw.
Su O'Neill scrisse nel 1932: «O'Neill da solo e con una sola mano guadava le lugubre paludi del dramma americano, squallido, schiacciante, melmoso e appiccicoso, e da solo e con una sola mano porta fuori da loro la ninfea che nessun americano ha trovato lì prima di lui».
Nathan esigeva un nuovo e più serio teatro americano, che sviluppasse delle idee e della creatività artistica piuttosto che seguire il fascino del botteghino. Dichiarò di aver scelto il teatro come attività di lavoro perché era un luogo per «l'esercizio intelligente delle emozioni».
Nathan pubblicò annualmente un libro, il Teatro dell'anno (Theatre of the Year) dal 1943 al 1951, comprendente recensioni e saggi sulla natura del dramma, della commedia o della tragedia, oltre a scrivere più di trenta volumi di saggi brillanti sui temi teatrali e di altro genere,tra i quali si possono menzionare La critica e il dramma (The Critic and the Drama, 1922), in cui spiegò alcuni principi che guidavano le sue critiche; L'autobiografia di un atteggiamento (The Autobiography of an Attitude, 1925) e I taccuini intimi di George Jean Nathan (The Intimate Notebooks di George Jean Nathan, 1932), che rivelano intuizioni critiche; Il teatro, il dramma, le donne (The Theatre, The Drama, The Girls,1921), probabilmente il suo capolavoro.
I suoi scritti risultarono una chiara testimonianza della progressiva sprovincializzazione del gusto del pubblico teatrale statunitense.
Nathan sposò l'attrice Julie Haydon nel 1955.

## Opere
- Il teatro, il dramma, le donne (The Theatre, The Drama, The Girls, 1921);

- Teatro dell'anno (Theatre of the Year, 1943-1951);
- La critica e il dramma (The Critic and the Drama, 1922);
- L'autobiografia di un atteggiamento (The Autobiography of an Attitude, 1925);
- I taccuini intimi di George Jean Nathan (The Intimate Notebooks di George Jean Nathan, 1932).